# Ali Al-Obaidi
Ali Isam Nazar Al-Obaidi (ar. علي عصام نزار العبيدي;ur. 9 września 2001) – iracki zapaśnik walczący w stylu wolnym. 
Złoty medalista igrzysk panarabskich w 2023. Zajął dwunaste miejsce na mistrzostwach Azji w 2023. Mistrz arabski w 2023 i drugi w 2022 roku.